# 風鈴 (山本譲二の曲)
「風鈴」（ふうりん）は、2006年2月1日に発売された山本譲二のシングル。

## 批評
CDジャーナルは、「これまでの楽曲とは一味違うライト・タッチの演歌で、淡々と歌い上げることで“男の哀愁”を演出するという斬新な作風。彼の新しい一面を垣間見ることのできる好楽曲。」と批評した。

## 収録曲
- 両楽曲共に、作詞・作曲：津島一郎

1. 風鈴 (4分40秒)
編曲：逸見良造、末吉時雄
2. 風鈴（オリジナル・カラオケ）
3. 風鈴（一般用メロ入りカラオケ）
4. 男のときめき (4分21秒)
編曲：末吉時雄
5. 男のときめき（オリジナル・カラオケ）